# Amenoreja
Amenoreja (lat. amenorrhoea amenirrhoea) je stanje koje odlikuje izostanak menstruacije tijekom najmanje šest mjeseci, a može biti fiziološka i patološka. Fiziološka amenoreja je normalni izostanak menstruacije u periodu prije puberteta, tijekom trudnoće, za vrijeme dojenja i tijekom menopauze. Patološka amenoreja dijeli se na primarnu i sekundarnu.
Primarna nastaje kada se kod fizički i spolno zrele djevojke prva menstruacija (menarha) ne pojavi do 16. godine života. Prisutna je kod 0,1% ženske populacije. Sekundarna amenoreja predstavlja izostanak menstruacije tijekom tri ciklusa ili 6 mjeseci kod žena koje su već imale menstruaciju. Ova vrsta amenoreje se javlja kod približno 1% žena.
Neredoviti menstrualni ciklus je ciklus u kojemu se menstruacija javlja u intervalu od 35 dana do šest mjeseci i naziva se oligomenoreja. Amenoreja inače može biti jedan od simptoma neplodnosti.

## Etiologija
Amenoreja nije bolest već simptom koji može biti posljedica različitih etioloških faktora: poremećaji rada hipotalamusa  (tumori i infiltrativne lezije, psihotropni lijekovi, gubitak tjelesne težine, prekomjerna fizička aktivnost, psihogeni poremećaji - emocionalni stres, anoreksija i sl), hipofizni poremećaji (destruktivne lezije, hipopituitarizam, tumori, kongenitalni poremećaji), poremećaji jajnika (sindrom policističnih jajnika, prijevremena ovarijalna insuficijencija, tumori, testikularna feminizacija, galaktozemija, kemoterapija, zračenje), poremećaji genitalnog trakta (atrofija endometrija, stenoza cerviksa, hematokolpos, urođeno odsustvo maternice i vagine), oboljenja štitne žlijezde (hipotireoza, hipertireoza), oboljenja nadbubrežne žlijezde (urođena adrenalna hiperplazija, Cushingov sindrom, tumori, Adisonova bolest) itd.

## Komplikacije
Neliječena amenoreja predstavlja rizik od osteoporoze i prijevremene ishemijske bolesti srca, a kada se spoji sa sindromom policističnih jajnika, hiperplaziju i karcinom endometrija (unutarnjeg sloja maternice). Žene koje pate od amenoreje često kasnije u životu imaju hipertenziju (povišen krvni tlak), dijabetes i hiperlipidemiju (povišenu razinu masti u krvi).

## Dijagnoza
Dijagnoza se postavlja na osnovu anamneze, detaljnog ginekološkog i ultrazvučnog pregleda i hormonalnih analiza (hormonalni status uz funkcionalne testove). Veoma često je temeljnu dijagnostiku potrebno dopuniti histeroskopijom, laparoskopijom i kariogramom (kromosomskom analizom).

## Liječenje
Liječenje je usmjereno na korekciju osnovnog poremećaja, potom na nadoknadu hormona estrogena i, ako je neposredni cilj postizanje plodnosti, na indukciju ovulacije. Nadoknada estrogena je neophodna radi sprječavanja dugoročnih posljedica. Kod kronične anovulacije s normalnim razinama estrogena neophodna je ciklična primjena progesterona radi sprječavanja hiperplazije endometrija.